# جیسون بیتنر
جیسون بیتنر (انگلیسی: Jason Bittner؛ زادهٔ ۱۱ ژانویهٔ ۱۹۷۰) درامر اهل ایالات متحده آمریکا است. وی از سال ۱۹۹۰ میلادی تاکنون مشغول فعالیت بوده است.